# صورتی زاده‌شده
بورن پینک (Born pink) ترجمه به فارسی (صورتی زاده شده) دومین آلبوم استودیویی گروه دخترانه کره ای بلک‌پینک است که در ۱۶ سپتامبر ۲۰۲۲ از طریق وایجی انترتینمنت و اینترسکوپ منتشر شد و دومین آلبوم گروه پس از آلبوم ۲۰۲۰به شمار می آید.بورن پینک  به عنوان یک آلبوم پاپ، هیپ هاپ و آر اند بی شناخته می شود و با نظرات مثبت منتقدان مواجه شد. این آلبوم دارای عناصر دیسکو، بالاد، پاپ راک و آرنا راک است.

## فهرست قطعات
| فهرست قطعات "صورتی زاده شده | فهرست قطعات "صورتی زاده شده              | فهرست قطعات "صورتی زاده شده |
| شماره                       | نام                                      | مدت                         |
| --------------------------- | ---------------------------------------- | --------------------------- |
| ۱.                          | «زهر صورتی»                              | ۳:۰۶                        |
| ۲.                          | «شات داون»                               | ۲:۵۵                        |
| ۳.                          | «تایپا گرل»                              | ۲:۵۹                        |
| ۴.                          | «یه یه یه»                               | ۲:۵۸                        |
| ۵.                          | «دوست داشتنم سخته» (سولوی رزی (خواننده)) | ۲:۴۲                        |
| ۶.                          | «خوشحال ترین دختر»                       | ۳:۴۲                        |
| ۷.                          | «تالی»                                   | ۳:۰۴                        |
| ۸.                          | «آماده برای عشق»                         | ۳:۰۴                        |
| مجموع مدت:                  | مجموع مدت:                               | ۲۴:۳۴                       |